# École de Nancy (psychologie)
Vous lisez un « article de qualité » labellisé en 2009.
Pour les articles homonymes, voir École de Nancy.

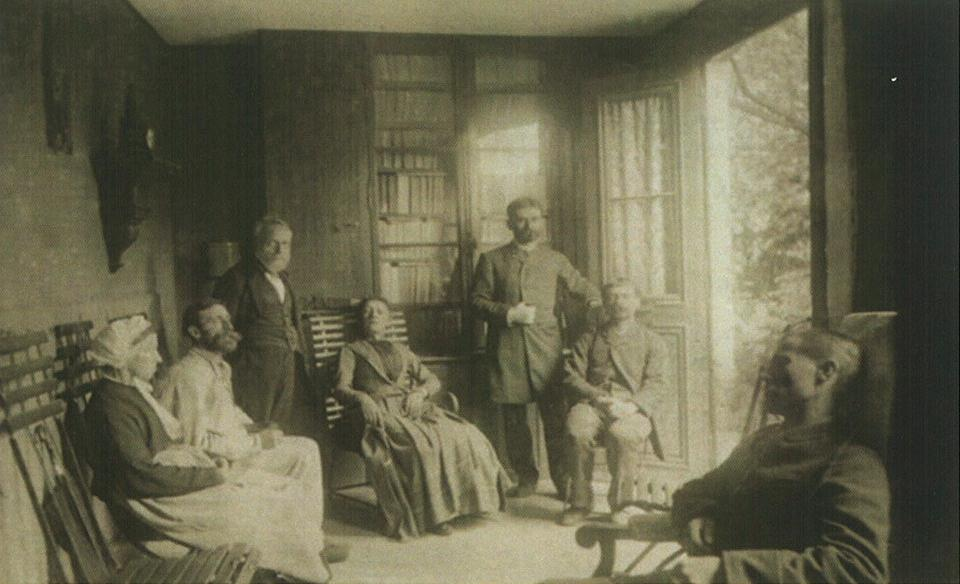
Le docteur Liébeault debout (à gauche) parmi ses patients dans sa clinique de Nancy en 1873.

L'École de Nancy, aussi appelée École de la suggestion, est, avec l'École de la Salpêtrière, l'une des deux grandes écoles ayant contribué à l'« âge d'or » de l'hypnose en France de 1882 à 1892. Elle est composée du médecin Ambroise-Auguste Liébeault, du professeur de médecine Hippolyte Bernheim, du juriste Jules Liégeois et du médecin Henri Beaunis. La méthode thérapeutique de Liébeault et Bernheim est caractérisée par une hypnose « autoritaire », fondée sur l'usage de suggestions directes du type « Vous commencez à vous sentir très fatigué » ou « Vous commencez à avoir moins mal ».
En 1903, Bernheim considère que l'on ne peut pas distinguer l'hypnose de la suggestibilité et il abandonne progressivement l'hypnose formelle, soutenant que ses effets peuvent tout aussi bien être obtenus à l'état de veille par la suggestion, selon une méthode qu'il désigne du nom de « psychothérapie ». L'École de Nancy a exercé une influence décisive sur le développement de l'hypnose clinique, de la psychologie et de la psychothérapie. Les plus grands cliniciens de l'époque, de Sigmund Freud à Émile Coué en passant par Auguste Forel et Joseph Delbœuf, ont rendu visite à Bernheim et Liébeault pour observer leur travail.
La querelle qui oppose l'École de Nancy à l'École de la Salpêtrière de Jean-Martin Charcot est au cœur de tous les débats de l'époque sur la nature de l'hypnose, les partisans de Bernheim voyant dans l'hypnose un simple sommeil produit par la suggestion et susceptible d'applications thérapeutiques et ceux de Charcot considérant que l'hypnose est un état pathologique spécifique propre aux hystériques. Ce débat a continué à influencer les recherches sur l'hypnose au cours du XXe siècle, comme en témoignent notamment les travaux de Clark Leonard Hull et Theodore Barber.

## Contexte historique

### Magnétisme animal et émergence de l'hypnose

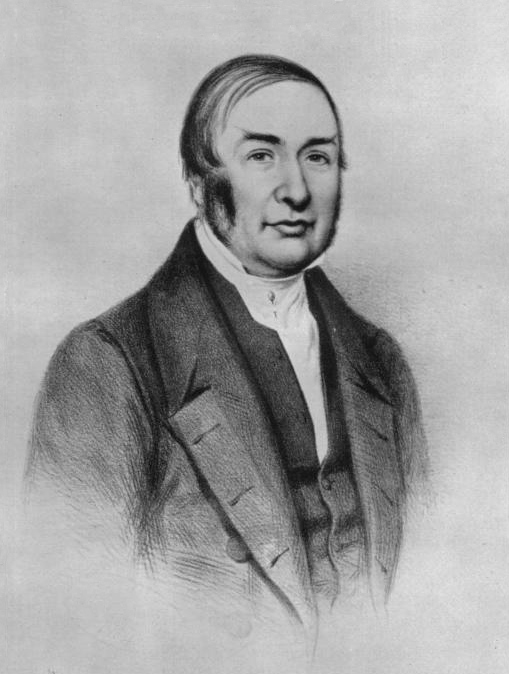
James Braid.

Depuis l'élaboration théorique du magnétisme animal en 1773 par Franz Anton Mesmer, les différentes tendances de la « médecine magnétique » combattent en vain pour être reconnues et institutionnalisées. En France, le magnétisme animal est introduit par Mesmer en 1778 et fait l'objet de plusieurs condamnations officielles, notamment en 1784 et en 1842, date à laquelle l'Académie des Sciences décide de ne plus s'intéresser aux phénomènes « magnétiques ». Cela n'empêche pas un grand nombre de médecins de l'utiliser, notamment en milieu hospitalier, parmi lesquels Charles Deslon, Jules Cloquet, Alexandre Bertrand, le professeur Husson, Léon Rostan, François Broussais, Étienne-Jean Georget, Didier Berna et Alphonse Teste. Dans d'autres pays d'Europe, le magnétisme animal, qui ne fait pas l'objet d'une telle condamnation, est pratiqué par des médecins tels David Ferdinand Koreff, Christoph Wilhelm Hufeland, Karl Alexander Ferdinand Kluge, Karl Christian Wolfart, Karl Schelling, Justinus Kerner, James Esdaile et John Elliotson.
Les termes « hypnologie » et « hypnotique » apparaissent dans le Dictionnaire de l'Académie Française en 1814 et les termes « hypnotisme » et « hypnose » sont proposés par Étienne Félix d'Henin de Cuvillers dès 1820. Cela étant dit, il est généralement admis que le médecin écossais James Braid fait la transition entre le magnétisme animal et l'hypnose. En 1841, Braid assiste à une démonstration du magnétiseur public Charles Lafontaine et en 1843, il publie Neurhypnologie, Traité du sommeil nerveux ou hypnotisme. Les théories de Braid reprennent pour l'essentiel la doctrine des magnétiseurs imaginationnistes français tels Jose Custodio da Faria et Alexandre Bertrand. Braid reproche cependant à Bertrand d'expliquer les phénomènes magnétiques par une cause mentale, les pouvoirs de l'imagination, alors que lui les explique par une cause physiologique, la fatigue des centres nerveux liée à la paralysie de l'appareil oculaire. Son apport est double. D'une part, il propose une nouvelle méthode de fascination fondée sur la concentration du regard sur un objet brillant, méthode qui est censée produire des effets plus constants et plus rapides que les anciens procédés des magnétiseurs. D'autre part, il introduit une théorie centrée sur la notion de fatigue mentale. Pour lui, l'hypnose est un état de concentration mentale durant lequel les facultés de l'esprit du patient sont tellement accaparées par une seule idée qu'il devient indifférent à toute autre considération ou influence. Braid utilise notamment sa méthode pour obtenir l'anesthésie lors d'interventions chirurgicales. À cette époque, on n'utilise pas encore l’éther en anesthésiologie. Découvert en 1818 par Michael Faraday, l'éther n'est utilisé pour la première fois qu'en 1846, par le dentiste américain William Morton.

### Les premiers travaux du docteur Liébeault

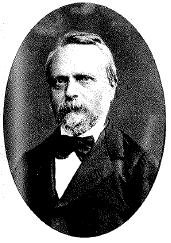
Ambroise-Auguste Liébeault.

Vers 1848, Ambroise-Auguste Liébeault, encore jeune interne en chirurgie à l'Université de Strasbourg, commence lui aussi à s'intéresser au magnétisme animal à la suite de la lecture du Rapport Husson. Dans ce rapport, déposé devant l'Académie de médecine en 1831, le professeur Husson affirme l'existence du magnétisme et déclare que, comme agent thérapeutique, il devrait trouver sa place dans le cadre des connaissances médicales. Influencé par les magnétiseurs Charles Lafontaine, Alphonse Teste et Jules Dupotet de Sennevoy, Liébeault commence à endormir des jeunes femmes. Il devient docteur en médecine le 7 février 1850, s'établit comme médecin de campagne à Pont-Saint-Vincent et pendant dix ans interrompt ses expériences de magnétisme.
Le 5 décembre 1859, le chirurgien Alfred Velpeau rend compte devant l'Académie des sciences d'une intervention pratiquée sous anesthésie hypnotique selon la méthode de Braid au nom de trois jeunes médecins, Eugène Azam, Paul Broca et Eugène Follin. Ces derniers ont pratiqué la veille à l'hôpital Necker l'opération d'une tumeur anale sous anesthésie hypnotique. L'opération, très douloureuse par nature, se passe sans que la patiente ne donne aucun signe de douleur.
En 1860, la lecture des travaux d'Azam et Velpeau ravive l'intérêt de Liébeault pour l'hypnose et il s'installe à Nancy, au numéro 4 de la rue Bellevue (aujourd'hui rue du Docteur Liébeault) comme guérisseur philanthrope. Pour convaincre ses clients d'accepter d'être soignés par le magnétisme, il leur propose l'alternative suivante : soit les traiter gratuitement par le magnétisme soit les traiter par la médecine « officielle » au tarif habituel de ses honoraires. En quelques années, il se constitue une importante clientèle qu'il soigne par le magnétisme et qui ne lui rapporte à peu près rien. Il apparaît comme un marginal à une époque où le magnétisme animal est complètement discrédité par l'Académie lorsqu'il publie en 1866, dans l'indifférence générale, Du sommeil et des états analogues considérés surtout du point de vue de l'action du moral sur le physique. Il y fait état de notions théoriques et pratiques largement proches de celles des magnétiseurs du courant « imaginationniste » tels l'abbé Jose Custodio da Faria, le médecin Alexandre Bertrand et le général François Joseph Noizet qui niaient l'existence d'un fluide magnétique. Il y explique que le sommeil hypnotique ne diffère du sommeil naturel que par la façon dont il est provoqué, à savoir par la suggestion, la concentration de l'attention sur l'idée du sommeil, et par le fait que les sujets restent en « rapport » avec l'hypnotiseur.

### Charcot et les travaux de la Salpêtrière

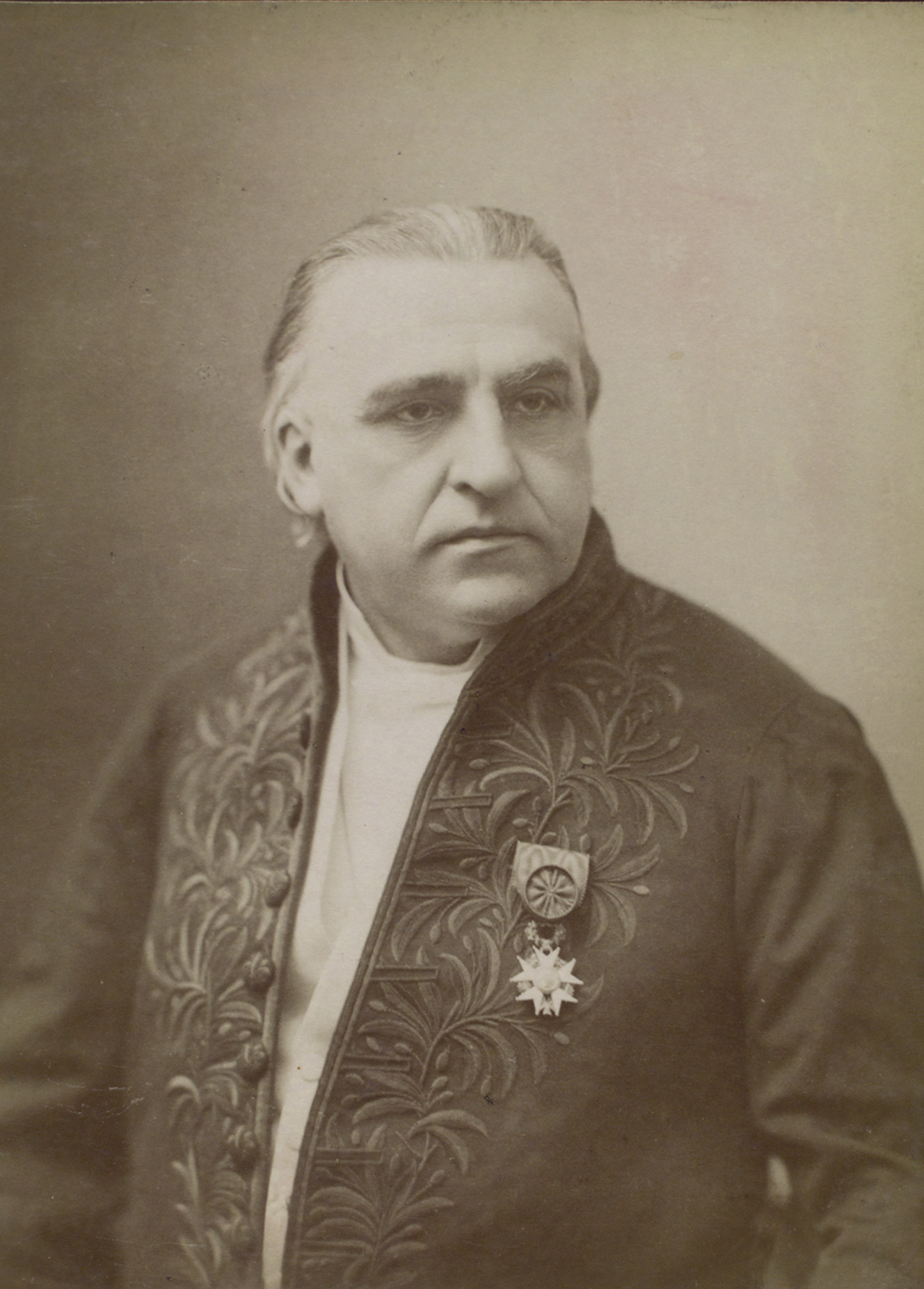
Jean Martin Charcot.

En 1878, le neurologue Jean Martin Charcot commence à étudier l'hypnose, probablement sous l'influence de son collègue Charles Richet, qui a publié en 1875 un article sur « Le somnambulisme provoqué ». Durant l'été 1878, il commence à utiliser l'hypnose comme technique expérimentale pour l'étude de l'hystérie.
Charcot communique les résultats de ses recherches à l'Académie des sciences le 13 février 1882. Cette même année, dans Sur les divers états nerveux déterminés par l'hypnotisation chez les hystériques, il réhabilite l'hypnose comme sujet d'étude scientifique en la présentant comme un fait somatique propre à l'hystérie. Charcot pense ainsi avoir caractérisé l'hypnose de façon objective par des signes physiques et surtout neurologiques non simulables. Il réalise un tour de force en faisant reconnaître l'hypnotisme par l'Académie qui l'avait condamné à trois reprises sous le nom de magnétisme animal. Pour Charcot et les membres de son école, « un individu hypnotisable est souvent un hystérique, soit actuel, soit en puissance, et toujours un névropathe, c'est-à-dire un sujet à antécédents nerveux héréditaires susceptibles d'être développés fréquemment dans le sens de l'hystérie par les manœuvres de l'hypnotisation ».
Charcot décrit les trois stades successifs de ce qu'il appelle le « grand hypnotisme » ou la « grande hystérie » : la léthargie, la catalepsie et le somnambulisme. Selon lui, l'attaque de la Grande Hystérie se déroule selon des lois « valables pour tous les pays, pour tous les temps, universelles par conséquent ».
Charcot effectue de nombreuses leçons publiques à la Salpêtrière, auxquelles médecins et intellectuels de toute l'Europe se pressent pour pouvoir observer les phénomènes qu'il met en scène. Guy de Maupassant, Alphonse Daudet, Émile Zola et les frères Goncourt assistent à ces séances. Certaines des patientes hystériques de Charcot, telles Justine Etchevery, Rosalie Leroux, Jane Avril ou Blanche Wittmann, surnommée « la reine des hystériques », deviennent aussi célèbres que des actrices de théâtre. Dans ces présentations cliniques de patientes à la Salpêtrière, Charcot reproduit leurs symptômes sous hypnose, les faisant passer par les trois états de la grande hystérie.

## L'École de Nancy

### La clinique du docteur Liébeault
Le médecin hollandais Albert van Renterghem rapporte que Liébeault « recevait chaque matin de 25 à 40 malades dans un vieux hangar aux murs blanchis à la chaux et au sol pavé de grandes pierres plates[Où ?]. Il traitait ses patients en public sans se soucier du bruit. Liébeault hypnotisait ses patients en leur disant de le fixer dans les yeux et en leur répétant qu'ils avaient de plus en plus sommeil. Dès que le patient était légèrement hypnotisé, Liébeault l'assurait que ses symptômes avaient disparu. La plupart des malades étaient de pauvres gens de la ville et des paysans des environs, qu'il traitait tous indifféremment avec la même méthode, quelle que fût leur maladie - arthrite, ulcères, ictère ou tuberculose pulmonaire ».

Un autre visiteur, le mathématicien belge Joseph Delbœuf, décrit la salle de consultation de Liébeault de la façon suivante : 

« C’est un long boyau de deux mètres et demi de largeur sur sept à huit mètres de long, divisé en deux parties inégales par une simple cloison. Ameublement des plus simples : des bancs de bois, des chaises en fer, un sopha minuscule, un fauteuil bourré, dans un coin une petite table avec un registre à notes, quelques enluminures, une carte de France, une modeste bibliothèque au fond, sur le rebord une bouteille à champagne avec cette étiquette : « Eau magnétisée » [Delbœuf décrit également la méthode de Liébeault :] Après avoir, si c'est nécessaire, demandé au malade de quoi il souffre, sans se livrer à un examen quelconque, il le fait asseoir, lui pose la main sur le front, et sans même le regarder, lui dit : « Vous allez dormir » ; puis, pour ainsi dire immédiatement, il lui ferme les paupières en lui assurant qu'il dort. Il lui lève le bras, et lui dit : « Vous ne pouvez plus baisser le bras. » S'il le baisse, M. Liébeault n'a pas même l’air de le remarquer. Il lui fait ensuite tourner les bras, en lui assurant que le mouvement ne pourra pas être arrêté ; ce disant, il tourne lui-même ses propres bras avec vivacité, le malade tenant toujours les yeux fermés ; et il parle, il parle sans cesse d'une voix forte et vibrante. Puis les suggestions commencent : « Vous allez vous guérir ; les digestions seront bonnes ; votre sommeil sera bon ; vous ne tousserez plus ; la circulation sera libre et régulière ; vous allez sentir beaucoup de force dans vos membres ; vous allez marcher avec facilité ; etc. » Il varie à peine ce couplet. Il tire ainsi sur toutes les maladies à la fois ; c'est au client à reconnaître la sienne »

.

### Hippolyte Bernheim et la question de la suggestion

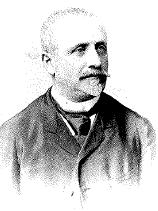
Hippolyte Bernheim.

Hippolyte Bernheim fait ses études à l'université de Strasbourg, où il reçoit le diplôme de docteur en médecine en 1867. La même année, il devient maître de conférence dans cette même université et s'établit comme médecin dans la ville. À la suite de l'annexion de Strasbourg par l'Allemagne lors du Traité de Francfort en 1871, le 21 mars 1872, l'Assemblée nationale vote le transfert de Strasbourg à Nancy de la Faculté de médecine et de l'École supérieure de pharmacie. Bernheim quitte l'université de Strasbourg pour celle de Nancy en 1872, au sein de laquelle il devient professeur titulaire de médecine interne en 1879.
En 1882, Bernheim est tenu en échec par les douleurs chroniques d'une de ses patientes atteinte de sciatalgie. Cette patiente, qui a entendu parler des « miracles » effectués par Liébeault, lui rend visite et est guérie par lui en une séance. Bernheim rend visite à Liébeault dans le but de le démasquer et assiste pendant deux jours à ses consultations. Cette expérience le convainc de la valeur des méthodes thérapeutiques de Liébeault, et il commence à les introduire dans son service d'hôpital universitaire. Durant cette période, la faculté de médecine de Nancy compte 130 à 140 élèves et l'hôpital dans lequel travaille Bernheim, quelque 200 lits. C'est dans cet hôpital que Bernheim applique les méthodes de Liébeault, par exemple pour calmer les douleurs ou procurer le sommeil à ses patients cancéreux.
En 1883, Bernheim, dans une communication devant la Société médicale de Nancy, définit l'hypnose comme un simple sommeil, produit par la suggestion et susceptible d'applications thérapeutiques. En 1884, Bernheim définit la « suggestion » comme « l'influence provoquée par une idée suggérée et acceptée par le cerveau », puis en 1886 comme « une idée conçue par l'opérateur, saisie par l'hypnotisé et acceptée par son cerveau ».
Bernheim se réclame de la « physiologie de l'esprit » de Henry Maudsley, Herbert Spencer et Alexander Bain, caractérisée par une extension du schème réflexe à l'activité cérébrale. Dans cette perspective, l'activité psychique supérieure existe sur un fond d'automatisme qu'elle domine et intègre en l'inhibant. En supprimant l'action inhibitrice de la conscience et de la volonté par l'hypnose, Bernheim considère qu'il obtient l'automate primitif, le suggestionné qu'est tout être humain avant le temps de la réflexion. Bernheim déclare que « ce qu'on appelle hypnotisme n'est autre chose que la mise en activité d'une propriété normale du cerveau, la suggestibilité, c'est-à-dire l'aptitude à être influencé par une idée acceptée et à en rechercher la réalisation ».

### Polémiques avec l'École de la Salpêtrière
Les déclarations de Bernheim équivalent à une déclaration de guerre contre les idées de Charcot, pour qui l'hypnose est un état physiologique très différent du sommeil, réservé aux individus prédisposés à l'hystérie et sans possibilité d'utilisation thérapeutique. Pour Charcot, les propriétés somatiques de l'hypnotisme peuvent en outre se développer indépendamment de toute suggestion.
Le chef de file de l'École de Nancy conteste le fait que l'hypnose soit un état pathologique propre aux hystériques. Il fait remarquer que l'on peut tout aussi bien, si on le désire, provoquer artificiellement les manifestations de la grande hystérie chez des sujets non hystériques, ou bien encore provoquer chez les hystériques des manifestations tout à fait différentes de celles décrites par Charcot. Pour Bernheim et ses collègues, les patientes hystériques employées par Charcot lors de ses démonstrations sont des sujets faussés par un excès de manipulation, qui devinent inconsciemment ce qu'on attend d'elles et l'accomplissent. Elles ne font que répéter des leçons apprises à l'insu même de leurs maîtres. Dans la seconde édition de son livre, Bernheim attaque directement Charcot en déclarant : « Les observateurs de Nancy concluent de leurs expériences que tous ces phénomènes constatés à la Salpêtrière, les trois phases, l'hyper-excitabilité neuro-musculaire de la période de léthargie, la contracture spéciale provoquée pendant la période dite de somnambulisme, le transfert par les aimants, n'existent pas alors que l'on fait l'expérience dans des conditions telles que la suggestion ne soit pas en jeu… L'hypnotisme de la Salpêtrière est un hypnotisme de culture ».
Alors que Charcot faisait de l'amnésie post-hypnotique une composante nécessaire du grand hypnotisme, Bernheim montre que l'amnésie des suggestionnés peut être levée. Delbœuf montre quant à lui que l'amnésie, loin d'être spontanée, est elle-même le résultat de l'attente du suggestionneur. Il affirme que « le souvenir et le non-souvenir ne sont que des faits accidentels, sans valeur caractéristique ».
Les différends entre les deux écoles s'expriment régulièrement dans les pages de la Revue de l'hypnotisme expérimental et thérapeutique, créée en 1887 par Edgar Bérillon, qui devient en 1895 la Revue de l'hypnotisme et de la psychologie physiologique et continue à être publiée jusqu'en 1910. Les partisans de Nancy et de la Salpêtrière s'affrontent également lors du premier congrès de psychologie physiologique et du premier congrès de l'hypnotisme expérimental et thérapeutique qui se tiennent du 6 au 12 août 1889 à Paris.
Pierre Janet et Sigmund Freud reprochent quant à eux à Bernheim de réduire l'hypnose à la suggestion sans s'interroger suffisamment sur la nature de cette dernière. Janet déclare qu'il n'est « pas disposé à croire que la suggestion puisse expliquer tout et en particulier qu'elle puisse s'expliquer elle-même ». Quant à Freud, il parle de sa « révolte contre le fait que la suggestion, qui expliquerait tout, devrait elle-même être dispensée d'explication ».

### Liégeois et les suggestions criminelles

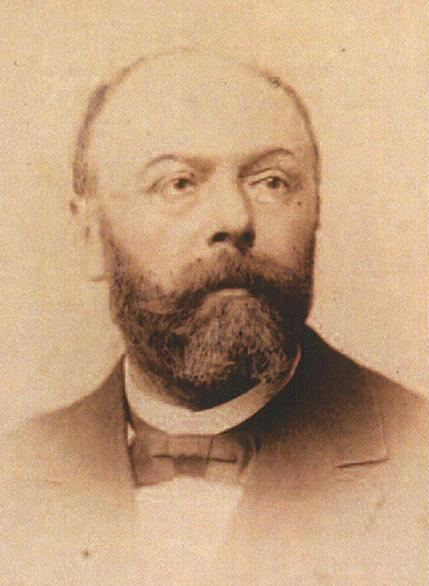
Jules Liégeois.

En 1884, Jules Liégeois suggère à des sujets hypnotisés de commettre des crimes, leur fournissant à cet effet des armes inoffensives. Il les amène ainsi à commettre des simulacres de meurtre. Henri Beaunis en conclut que la suggestion hypnotique fournit enfin à la psychologie l'outil d'expérimentation qui lui faisait défaut. Pour lui, l'hypnotisme constitue « une véritable méthode expérimentale ; elle sera, pour le philosophe, ce que la vivisection est pour le physiologiste ».
La majorité des membres de l'École de la Salpêtrière n'accepte pas les conclusions que Liégeois tire de ses expériences, à savoir qu'il est possible d'amener des personnes à commettre des crimes sous hypnose. Ainsi, Gilbert Ballet déclare que les dangers des suggestions criminelles sont « plus imaginaires que réels ». En 1888, à l'occasion de l'affaire Chambige et en 1890, lors du procès de Gabrielle Bompart, l'hypnotisme fait l'objet de controverses judiciaires, certains experts admettant la possibilité de crimes en état d'hypnose, et d'autres la niant. En 1893, une jeune femme, prétextant qu'elle a été hypnotisée par Gilles de la Tourette à distance et contre son gré, lui tire trois balles de revolver, dont une le blesse grièvement à la tête.
Pour Liégeois, « le somnambule peut être, sans le savoir, rendu auteur inconscient d'actes délictueux ou criminels, même de meurtres et d'empoisonnements ». Binet et Féré, « dissidents » de l'école de Charcot, apportent leur soutien à Liégeois. Ainsi, Féré écrit que « l'hypnotique peut devenir un instrument de crime d'une extrême précision, et d'autant plus terrible qu'immédiatement après l'accomplissement de l'acte, tout peut être oublié, l'impulsion, le sommeil et celui qui l'a provoqué ». De nombreux hypnotistes souscrivent à ces vues, parmi lesquels Ladame, Forel, Pitres, Dumontpallier, Bérillon, Jules Voisin et Krafft-Ebing. Dans le même ordre d'idées, la croyance que l'on peut hypnotiser un sujet contre son gré ou à son insu est partagée vers 1890 par de nombreux praticiens de l'hypnose.

### Nancy et les magnétiseurs
Les magnétiseurs se sentent souvent plus proches de Bernheim que de Charcot et ils le critiquent avec moins de virulence car les théories du maître de Nancy leur semblent dans la filiation des magnétiseurs imaginationnistes tels Faria ou Bertrand. Ils reprochent cependant à Bernheim d'évacuer la « suggestion mentale » au sens fort, suggestion censée opérer en dehors des canaux sensoriels connus. En outre, ils considèrent que le caractère irrésistible de la suggestion sous hypnose n'est pas plus un fait universel que ne l'est la « base fixe » du grand hypnotisme de Charcot.

## Postérité de l'École de Nancy

### Rayonnement international

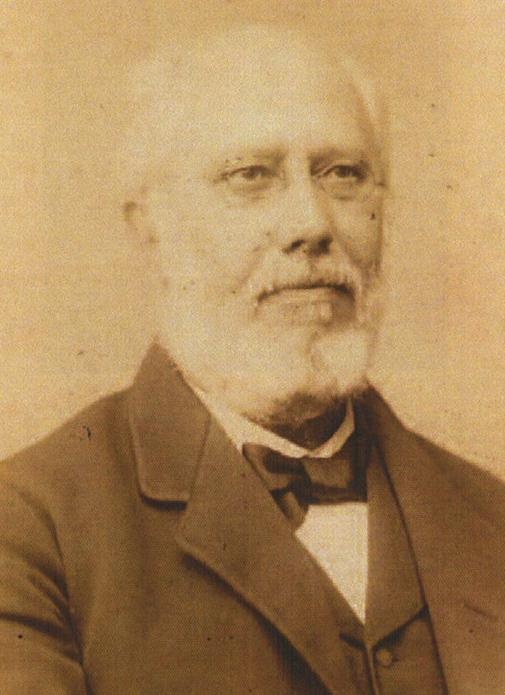
Joseph Delbœuf.

Parmi les praticiens célèbres de l'époque qui se rendent à Nancy pour voir le travail de Bernheim et Liébeault, on compte notamment le pharmacien Émile Coué en 1886, le psychiatre suisse Auguste Forel en 1887, le mathématicien belge Joseph Delbœuf en 1888. Le neurologue autrichien Sigmund Freud publie en 1888 la traduction en allemand du livre de Bernheim De la suggestion et de ses applications thérapeutiques. Dans sa préface à cette traduction, il définit la suggestion comme « une représentation consciente introduite dans le cerveau de l'hypnotisé par une influence extérieure et qui a été acceptée par lui comme s'il s'agissait d'une représentation surgie spontanément ». En juillet 1889 il rend lui aussi visite à Liébeault et Bernheim en compagnie d'une de ses patientes.
Parmi les écrivains, Guy de Maupassant cite l'école de Nancy et les suggestions hypnotiques en 1887 dans la seconde version de la nouvelle Le Horla.
Dans les années 1890, l'influence internationale de l'École de Nancy continue à s'étendre, notamment en Allemagne (Albert Moll, Leopold Löwenfeld, William Thierry Preyer et Albert von Schrenck-Notzing), en Autriche (Richard von Krafft-Ebing), en Russie (Vladimir Bechterew et Nicolas Dahl), aux États-Unis (James Baldwin, Boris Sidis et Morton Prince), en Suède (Otto Wetterstrand), au Royaume-Uni (John Milne Bramwell), en Italie (Enrico Morselli) et en Hollande (Frederik van Eeden et Albert van Renterghem). En 1890, lorsque Liébeault fait connaître son intention de se retirer de son activité de médecin, un groupe international de soixante médecins décide de publier un album de photos les représentant pour lui rendre hommage.

### Naissance de la psychothérapie
En 1889, Beaunis fonde à la Sorbonne le premier laboratoire de psychologie français et, en 1894, fonde avec Alfred Binet la revue L'année psychologique.
En 1903, Bernheim considère que l'on ne peut pas distinguer l'hypnose de la suggestibilité. Il déclare « la suggestion est née de l'ancien hypnotisme comme la chimie est née de l'alchimie ». Il abandonne progressivement l'hypnose formelle, soutenant que ses effets peuvent tout aussi bien être obtenus à l'état de veille par la suggestion, selon une méthode qu'il désigne du nom de « psychothérapie ». En 1907, dans Le docteur Liébeault et la doctrine de la suggestion, il propose le concept d'« idéodynamisme », selon lequel « toute idée suggérée tend à se faire acte ».
Bernheim précède donc Freud dans l'abandon de l'hypnose dans sa pratique de la psychothérapie, mais il en tire des conclusions opposées. Bernheim abandonne l'hypnose parce qu'il considère qu'il peut tout aussi bien utiliser la suggestion avec ses patients à l'état de veille, alors que Freud considère qu'en rejetant l'hypnose il se débarrasse de la suggestion.

### Recherches sur l'hypnose auXXesiècle
Clark L. Hull, un des pères fondateurs de la psychologie expérimentale et des théories de l'apprentissage aux États-Unis, cherche à appliquer au domaine de l'hypnose une méthodologie très stricte et reprend le fameux débat entre suggestion (École de Nancy) et état modifié de conscience (École de la Salpêtrière). La plus grande partie des expériences de Hull se concentre sur la question de la suggestibilité. Il ne mentionne jamais aucun référent physiologique à cet état particulier que serait l'hypnose.
Theodore Barber reprend les idées de Bernheim et se donne pour but de montrer qu'il n'existe pas en fait d'état spécifique hypnotique, mais plutôt un état de suggestibilité qui prend racine dans la situation expérimentale d'une part et les croyances et attentes du sujet d'autre part. En démontrant par ses expériences que tous les phénomènes jusque-là attribués à l'établissement d'un état hypnotique peuvent aussi être provoqués hors de toute référence à l'hypnose, et ceci aussi bien au niveau des comportements objectifs que des témoignages subjectifs, Barber porte un rude coup aux tenants d'un état spécifique.

#### Époque de l'École de Nancy
Œuvres des membres de l'École de Nancy
- Ambroise-Auguste Liébeault, Du sommeil et des états analogues considérés surtout du point de vue de l'action du moral sur le physique, Paris, Masson, 1866
- Ambroise-Auguste Liébeault, Ébauche de psychologie, 1873
- Ambroise-Auguste Liébeault, Étude du zoomagnétisme, 1883
- Hippolyte Bernheim, De la Suggestion dans l'État Hypnotique et dans l'État de Veille, Paris, Doin, 1884, (réed. L'Harmattan, 2004  (ISBN 2747556239))
- Jules Liégeois, « De la suggestion hypnotique dans ses rapports avec le droit civil et le droit criminel », Séances des travaux de l'Académie des sciences morales et politiques, 1884, p. 155
- Ambroise-Auguste Liébeault, Confessions d'un médecin hypnotiseur, 1886
- Hippolyte Bernheim, De la Suggestion et de son Application à la Thérapeutique, Paris, 1886 (réed. L'Harmattan, 2005  (ISBN 274758691X))
- Henri Beaunis, Le Somnambulisme provoqué. Études physiologiques et psychologiques, Paris, Baillière, 1886 (réed. L'Harmattan, 2007  (ISBN 9782296030084))
- Jules Liégeois, La question des suggestions criminelles, ses origines, son état actuel, 1897
- Jules Liégeois, La suggestion et le somnambulisme dans leurs rapports avec la jurisprudence et la médecine légale, 1899
- Ambroise-Auguste Liébeault, Thérapeutique suggestive, 1891
- Hippolyte Bernheim, Hypnotisme, suggestion, psychothérapie, 1891 (réed. Fayard, 1995  (ISBN 2213595291))
- Hippolyte Bernheim, Le docteur Liébeault et la doctrine de la suggestion, 1907

Membres de l'École de la Salpêtrière
Pour une bibliographie détaillée, se référer à l'article École de la Salpêtrière.
Magnétiseurs
Pour une bibliographie détaillée, se référer à l'article Magnétisme animal.
Autres auteurs
- Joseph Delbœuf, Le Magnétisme Animal - À propos d'une visite à l'école de Nancy, Félix Alcan, Paris, 1889
- (nl) Albert van Renterghem, Liébeault en zijne School, Amsterdam, Van Rossen, 1898

Comptes-rendus de congrès
- « Congrès international de psychologie physiologique », Revue philosophique, 1889, p. 539-546
- Premier congrès international de l'hypnotisme expérimental et thérapeutique, Paris, comptes rendus publiés par Edgar Bérillon, Doin, 1890
- Congrès international de 1889. Le magnétisme humain appliqué au soulagement et à la guérison des malades, Rapport général, Paris, Georges Carré, 1890
- (en) International Congress on Experimental Psychology. Second session, Londres, Williams and Norgate, 1892

#### Études contemporaines
- (en) Clark Leonard Hull, Hypnosis and Suggestibility, New York, 1933
- (en) Theodore Barber, Hypnosis: A Scientific Approach, 1969
- Henri F. Ellenberger, Histoire de la découverte de l'inconscient, Fayard, 1970
- Léon Chertok, Résurgence de l'hypnose, 1984
- Mikkel Borch-Jacobsen et Léon Chertok, Hypnose et psychanalyse, Dunod, 1987
- Léon Chertok et Isabelle Stengers, Le cœur et la raison. L'hypnose en question de Lavoisier à Lacan, Payot, 1989
- Jacqueline Carroy, Hypnose, suggestion et psychologie. L'invention de sujet, Paris, PUF, 1991
- Daniel Bougnoux (Dir.), La suggestion. Hypnose, influence, transe, Les empêcheurs de penser en rond, 1991
- François Roustang, Influence, Minuit, 1991
- François Duyckaerts, Joseph Delbœuf philosophe et hypnotiseur, 1992
- Bertrand Méheust, Somnambulisme et médiumnité, Les Empêcheurs de penser en rond, 1999
- Mikkel Borch-Jacobsen, Folies à plusieurs. De l'hystérie à la dépression, 2002
- Isabelle Stengers, L'hypnose entre magie et science, 2002
- Bernard Andrieu (dir.), Album Liébeault, Presses Universitaires de Nancy, 2008 (réédition de l'album offert au docteur Liébeault en 1891).
- Alexandre Klein « Nouveau regard sur l’École hypnologique de Nancy à partir d’archives inédites », Le Pays Lorrain, 2010/4, p. 337-348.
- Alexandre Klein « “Lire le corps pour percer l’âme” : outils et appareils à l’aube de la psychologie scientifique à Nancy », L. Guignard, P. Raggi, E. Thévenin (dir.), Corps et machines à l’âge industriel, Rennes, PUR, 2011, p. 41-54.